# يورايسو (تشيبا)
مدينة يورايسو (بالإنجليزية: Urayasu)‏ هي إحدى المدن التابعة لولاية تشيبا. تأسست رسميًا في 01/04/1981. ويقدر عدد سكانها بـ 159312 نسمة حسب تقدير مكتب الإحصاء الياباني لعام 2012. تبلغ مساحة يورايسو 17.29 كم2. بكثافة سكانية تبلغ 9214 نسمة/كم2.

## توأمة
ليورايسو (تشيبا) اتفاقيات توأمة مع:
- أورلاندو (1989 - )[4]

## أعلام
- أكيكو آبي
- موموكو آبي
- كيجي تامادا
- مارينو كوباياشي
- يوتو ناكامورا